# Клејмонт (Делавер)
Клејмонт (енгл. Claymont) насељено је место без административног статуса у америчкој савезној држави Делавер.

## Демографија
По попису из 2010. године број становника је 8.253, што је 967 (-10,5%) становника мање него 2000. године.
| Група             | 2000.         | 2010.         |
| Белци             | 6.392 (69,3%) | 5.028 (60,9%) |
| Афроамериканци    | 2.151 (23,3%) | 2.232 (27,0%) |
| Азијати           | 133 (1,4%)    | 315 (3,8%)    |
| Хиспаноамериканци | 385 (4,2%)    | 584 (7,1%)    |
| Укупно            | 9.220         | 8.253         |